# Stefan Schöler

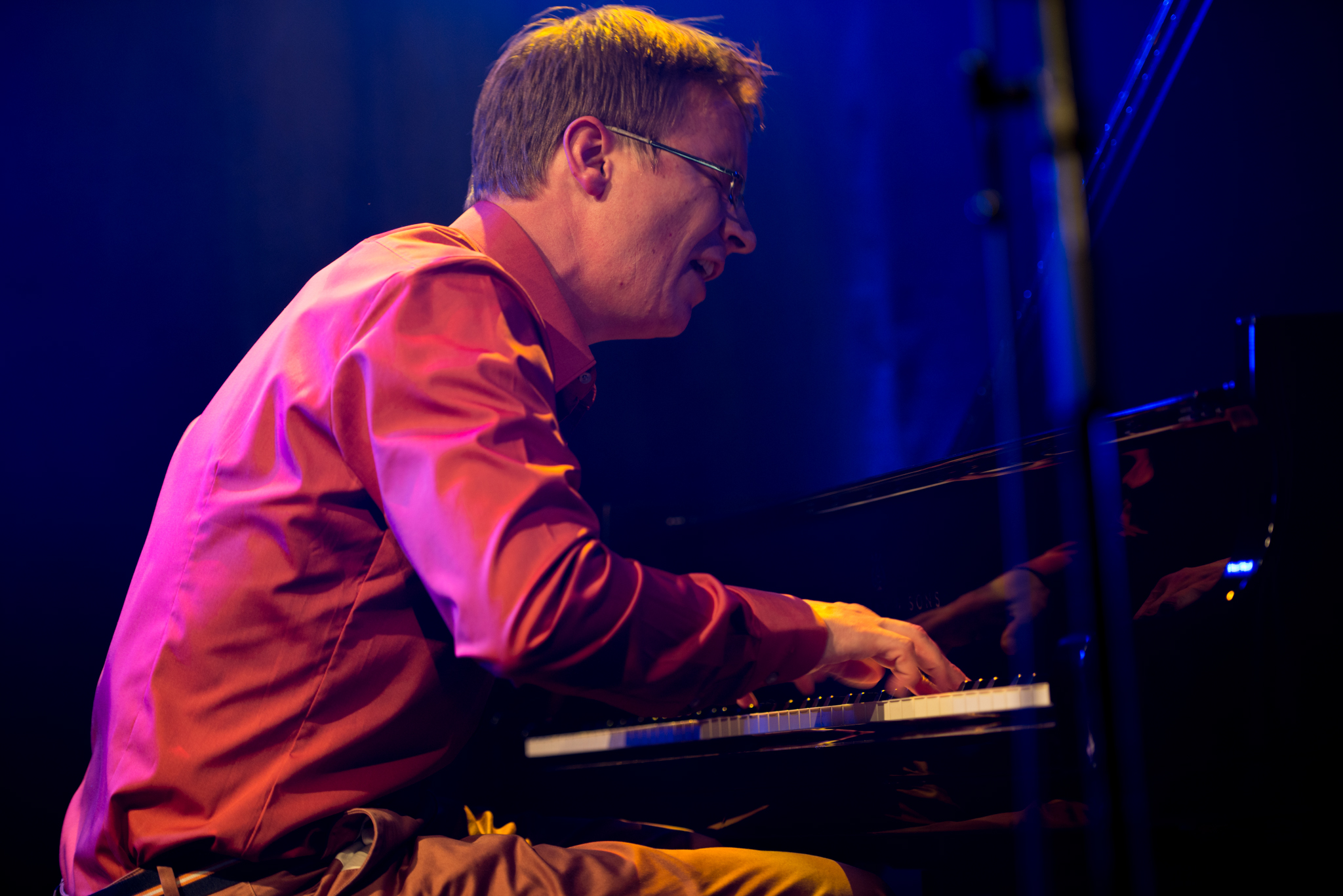
Stefan Schöler, Viersen Jazz Festival 2015

Stefan Schöler (* 28. März 1974 in Kreuztal) ist ein deutscher Musiker des Modern Jazz (Piano, Komposition).

## Leben und Wirken
Aufgewachsen ist Stefan Schöler in Kreuztal. Als Fünfjähriger erhielt er eine musikalische Ausbildung für einen Flöten- bzw. Posaunenchor. Als das Klavierspiel seiner Schwester ihn jedoch mehr begeisterte als Flöte und Flügelhorn, gestatteten ihm seine Eltern als Achtjährigem Klavierunterricht, zuletzt bei Sharon Anderson (Philharmonie-Südwestfalen), die ihm einen breiten musikalischen Horizont eröffnete. Letztlich entdeckte er die Improvisation und über das Fernsehen den Jazz. Zum Klavierstudium  bei Rob van den Broeck zog er 1994 nach Arnhem (Niederlande). Weiterhin studierte er bei Rob van Kreeveld, John Taylor, Carla Bley, Steve Swallow und Peggy Larson. Beeinflusst ist er durch Herbie Hancock, Paul Bley und das Frühwerk von Keith Jarrett.
Nach dem Studienabschluss 2000 begann er als Musiker sowohl im Trioverband, im Duo (mit Gesang oder Bass) und auch als Solist zu arbeiten. Nach einem einjährigen Aufenthalt in Uppsala lebt er seit 2008 in Kleve. Sein Trio, gegründet 2005 in der Besetzung mit Joop van Erven und Jan Flubacher, nahm 2006 Schölers selbstproduziertes Debütalbum auf, das auch in Japan von DiskUnion vertrieben wurde. Es kam zu Auftritten in Jazzclubs und auf Festivals in Deutschland (Jazzfestival Viersen , Moers Festival), den Niederlanden, Schweden und Dänemark. Nach mehreren Umbesetzungen nahm er sein zweites Album im Trio mit den Musikern Lukas Keller und Finn Wiest auf, das 2021 bei der Schweizer Plattenfirma Unit Records veröffentlicht wurde. Dessen internationales Format wurde von der Kritik herausgestellt.

## Diskographische Hinweise
- 2006: Stefan Schöler Trio, Introducing Stefan Schöler (mit Joop van Erven, Jan Flubacher)
- 2021: Stefan Schöler Trio, Wiedersehen (Unit Records, mit Lukas Keller, Finn Wiest)
- 2024: Stefan Schöler Trio, Folklore (Double Moon Records, mit Lukas Keller, Simon Bräumer)